# Steffi Lemke
Steffi Lemke (ur. 19 stycznia 1968 w Dessau) – niemiecka polityk, działaczka Zielonych, posłanka do Bundestagu, w latach 2021–2025 minister środowiska.

## Życiorys
Uczyła się w Polytechnische Oberschule w Dessau, następnie kształciła się w zawodzie zootechnika. W latach 1986–1988 pracowała jako listonoszka, ukończyła w międzyczasie szkołę średnią. W 1993 została absolwentką nauk rolniczych na Uniwersytecie Humboldtów w Berlinie.
W 1990 współtworzyła w NRD ugrupowanie ekologiczne pod nazwą Grüne Partei in der DDR. Dołączyła następnie do partii Sojusz 90/Zieloni, w 1993 weszła w skład zarządu krajowego w landzie Saksonia-Anhalt. W latach 1994–2002 przez dwie kadencje sprawowała mandat posłanki do Bundestagu, od 1998 pełniła funkcję sekretarza zarządzającego frakcji Zielonych. Od 2002 do 2013 zajmowała stanowisko federalnego dyrektora politycznego swojej partii. W wyniku wyborów w 2013 powróciła do niższej izby federalnego parlamentu. Z powodzeniem ubiegała się o poselską reelekcję w 2017, 2021 i 2025.
W grudniu 2021 w nowo utworzonym rządzie Olafa Scholza objęła stanowisko ministra środowiska, ochrony przyrody, bezpieczeństwa jądrowego i ochrony konsumentów. Urząd ten sprawowała do maja 2025.